# Ficus aurantiacifolia
Ficus aurantiacifolia är en mullbärsväxtart som beskrevs av Weiblen och Whitfeld. Ficus aurantiacifolia ingår i släktet fikonsläktet, och familjen mullbärsväxter. Inga underarter finns listade i Catalogue of Life.